# Bambi-Verleihung 1955
Die 7. Bambi-Verleihung fand am 6. März 1955 im Konzerthaus in Karlsruhe statt. 

## Die Verleihung
Nach dem Erfolg von 1953 gab es auch für das Jahr 1954 eine Verleihungszeremonie. Diese wurde vor hunderten geladener Prominenter erstmals in Karlsruhe veranstaltet. Den Termin verschob man um etwas mehr als zwei Monate, sodass die Veranstaltung am 6. März 1955 stattfand. 
Im Mittelpunkt standen wieder die Bambis für schauspielerische Leistungen, die nach wie vor durch eine Abstimmung der Leser der Film-Revue vergeben wurden. Im nationalen Bereich setzten sich Maria Schell (gefolgt von Ruth Leuwerik und Sonja Ziemann) und O. W. Fischer (vor Rudolf Prack und Adrian Hoven) durch. Jean Marais (vor Gregory Peck und Franco Andrei) und Ingrid Bergman (vor Ulla Jacobsson und Audrey Hepburn) konnten nicht an der Verleihung teilnehmen, da sie in ihren Heimatländern Theaterauftritte hatten.

## Preisträger
Aufbauend auf der Bambidatenbank.

### ?
Marianne Koch

### Film international
Verdammt in alle Ewigkeit
Die Faust im Nacken

### Film national (künstlerisch)
Die letzte Brücke

### Film national (wirtschaftlich)
08/15

### Schauspieler International
Jean Marais

### Schauspielerin International
Ingrid Bergman

### Schauspieler National
O. W. Fischer

### Schauspielerin National
Maria Schell